# Campodea alluvialis
Campodea alluvialis es una especie de hexápodo dipluro de la familia Campodeidae. Es endémica de la parte alicantina de la cordillera Prebética (España).